# Copa de Irak
La Copa de Irak es una competición anual de fútbol de Irak. La primera edición se disputó en la temporada 1948-49.
Los ganadores de la competición obtienen un lugar en la fase de grupos de la Liga de Campeones 2 de la AFC de la próxima temporada, además de clasificarse para la Supercopa de Irak, donde juegan contra el campeón de la Liga Premier de Irak al comienzo de la temporada.

## Palmarés
| Temporada | Campeón                                       | Resultado                                     | Finalista                                     | Sede de la final             |
| --------- | --------------------------------------------- | --------------------------------------------- | --------------------------------------------- | ---------------------------- |
| 1948-49   | Sharikat Naft Al Basra                        | 2–1                                           | Al Kuliya Al Askariya                         |                              |
| 1975-76   | Al Zawra                                      | 5–0                                           | Baladiyat FC                                  |                              |
| 1976-77   | No se disputó                                 | No se disputó                                 | No se disputó                                 |                              |
| 1977-78   | Al Tayaran                                    | 1–1 (5-3 pen.)                                | Al Shorta                                     |                              |
| 1978-79   | Al Zawra                                      | 3–1                                           | Al Jaish                                      |                              |
| 1979-80   | Al Jaish                                      | 1–1 (4-2 pen.)                                | Al Talaba                                     |                              |
| 1980-81   | Al Zawra                                      | 1–0                                           | Al Talaba                                     |                              |
| 1981-82   | Al Zawra                                      | 2–1                                           | Al Talaba                                     |                              |
| 1982-83   | Al Jaish                                      | 2-1                                           | Al Shabab                                     |                              |
| 1983-84   | Al Sinaa                                      | 0–0 (5-4 pen.)                                | Al Shabab                                     |                              |
| 1984-85   | No se finalizó a causa de la Guerra Irán-Irak | No se finalizó a causa de la Guerra Irán-Irak | No se finalizó a causa de la Guerra Irán-Irak |                              |
| 1985-86   | No se disputó                                 | No se disputó                                 | No se disputó                                 |                              |
| 1986-87   | Al Rasheed                                    | 1–1 (4-3 pen.)                                | Al Jaish                                      |                              |
| 1987-88   | Al Rasheed                                    | 0–0 (4-3 pen.)                                | Al Zawra                                      |                              |
| 1988-89   | Al Zawra                                      | 3–0                                           | Al Tayaran                                    | Estadio Al-Shaab, Bagdad     |
| 1989-90   | Al Zawra                                      | 0–0 (2-1 pen.)                                | Al Shabab                                     | Estadio Al-Shaab, Bagdad     |
| 1990-91   | Al Zawra                                      | 1–1 (4-3 pen.)                                | Al Jaish                                      | Estadio Al-Shaab, Bagdad     |
| 1991-92   | Al Quwa Al Jawiya                             | 2–1                                           | Khutut                                        | Estadio Al-Shaab, Bagdad     |
| 1992-93   | Al Zawra                                      | 2–1                                           | Al Talaba                                     | Estadio Al-Shaab, Bagdad     |
| 1993-94   | Al Zawra                                      | 1–0                                           | Al Talaba                                     | Estadio Al-Shaab, Bagdad     |
| 1994-95   | Al Zawra                                      | 3–0                                           | Al Jaish                                      | Estadio Al-Shaab, Bagdad     |
| 1995-96   | Al Zawra                                      | 2–1                                           | Al Shorta                                     | Estadio Al-Shaab, Bagdad     |
| 1996-97   | Al Quwa Al Jawiya                             | 1–1 (8-7 pen.)                                | Al Shorta                                     | Estadio Al-Shaab, Bagdad     |
| 1997-98   | Al Zawra                                      | 1–1 (4-3 pen.)                                | Al Quwa Al Jawiya                             | Estadio Al-Shaab, Bagdad     |
| 1998-99   | Al Zawra                                      | 1–0                                           | Al Talaba                                     | Estadio Al-Shaab, Bagdad     |
| 1999-00   | Al Zawra                                      | 0–0 (4-3 pen.)                                | Al Quwa Al Jawiya                             | Estadio Al-Shaab, Bagdad     |
| 2000-01   | No se disputó                                 | No se disputó                                 | No se disputó                                 |                              |
| 2001-02   | Al Talaba                                     | 1–0                                           | Al-Shorta                                     | Estadio Al-Shaab, Bagdad     |
| 2002-03   | Al Talaba                                     | 1–0                                           | Al-Shorta                                     | Estadio Franso Hariri, Erbil |
| 2003-2015 | No se disputó                                 | No se disputó                                 | No se disputó                                 |                              |
| 2015-16   | Al Quwa Al Jawiya                             | 2–0                                           | Al-Zawraa                                     | Estadio Al-Shaab, Bagdad     |
| 2016-17   | Al-Zawraa                                     | 1–0                                           | Naft Al-Wasat                                 | Estadio Al-Sinaa, Bagdad     |
| 2017-18   | No se disputó                                 | No se disputó                                 | No se disputó                                 |                              |
| 2018–19   | Al-Zawraa                                     | 1–0                                           | Al-Kahrabaa                                   | Estadio Al-Shaab, Bagdad     |
| 2019–20   | Cancelada                                     | Cancelada                                     | Cancelada                                     |                              |
| 2020–21   | Al-Quwa Al-Jawiya                             | 0–0 (4–2 pen.)                                | Al-Zawraa                                     | Estadio Al-Shaab, Bagdad     |
| 2021–22   | Al-Karkh                                      | 2–1                                           | Al-Kahrabaa                                   | Estadio Al-Madina, Bagdad    |
| 2022–23   | Al-Quwa Al-Jawiya                             | 1–0                                           | Erbil                                         | Estadio Al-Shaab, Bagdad     |
| 2023–24   | Al-Shorta                                     | 1–0                                           | Al-Quwa Al-Jawiya                             | Estadio Al-Shaab, Bagdad     |
| 2024–25   | Dohuk                                         | 0–0 (5–3 pen.)                                | Zakho                                         | Estadio Al-Shaab, Bagdad     |

## Títulos por club
| Club                           | Títulos | Años campeón                                                                                   |
| ------------------------------ | ------- | ---------------------------------------------------------------------------------------------- |
| Al Zawraa SC (Bagdad)          | 16      | 1976, 1979, 1981, 1982, 1989, 1990, 1991, 1993, 1994, 1995, 1996, 1998, 1999, 2000, 2017, 2019 |
| Al Quwa Al Jawiya (Bagdad)     | 6       | 1978, 1992, 1997, 2016, 2021, 2023                                                             |
| Al-Talaba SC (Bagdad)          | 2       | 2002, 2003                                                                                     |
| Al Rasheed (Bagdad)            | 2       | 1987, 1988                                                                                     |
| Al Jaish (Bagdad)              | 2       | 1980, 1983                                                                                     |
| Sharikat Naft Al Basra (Basra) | 1       | 1949                                                                                           |
| Al Sinaa (Bagdad)              | 1       | 1984                                                                                           |
| Al-Karkh SC (Bagdad)           | 1       | 2022                                                                                           |
| Al-Shorta SC (Bagdad)          | 1       | 2024                                                                                           |
| Dohuk FC (Duhok)               | 1       | 2025                                                                                           |

- Al Quwa Al Jawiya incluye Al Tayaran.